# ضرعاء نحيلة

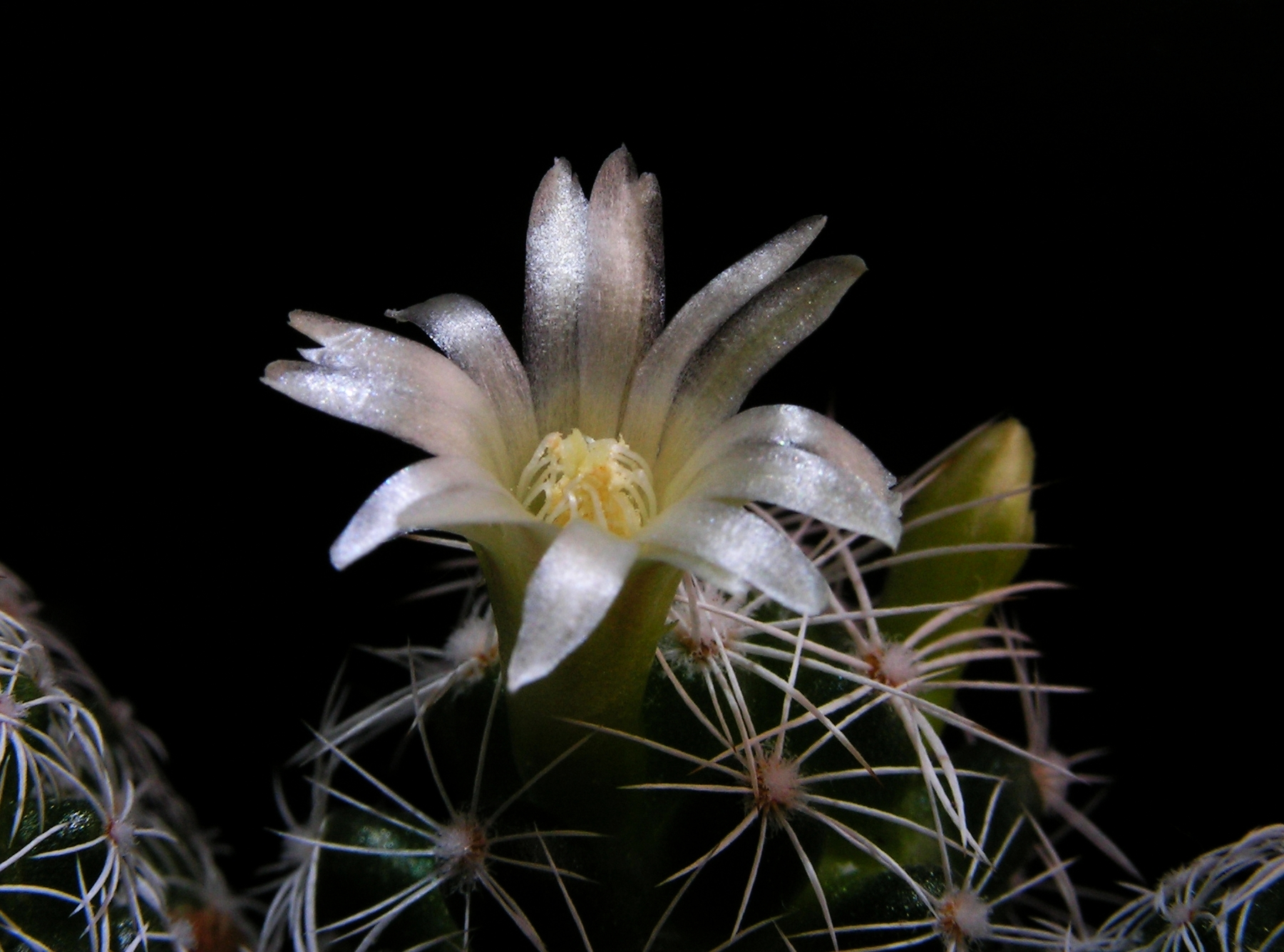

ضرعاء نحيلة (الاسم العلمي:Mammillaria gracilis) هي نوع من النباتات يتبع جنس الضرعاء من الفصيلة الصبارية.